# Noron-la-Poterie

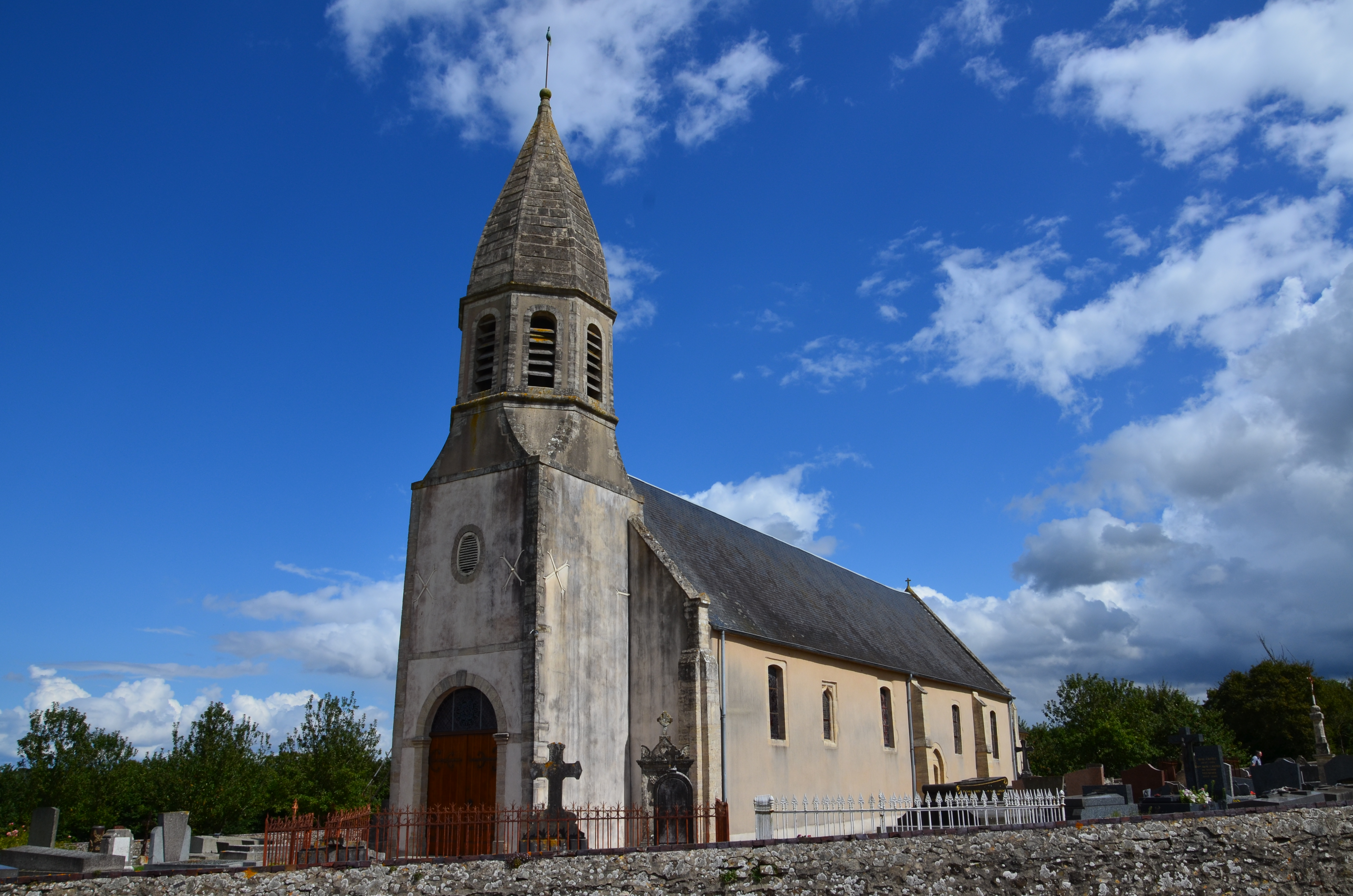
Kerk

Noron-la-Poterie is een gemeente in het Franse departement Calvados (regio Normandië) en telt 297 inwoners (2005). De plaats maakt deel uit van het arrondissement Bayeux.

## Geografie
De oppervlakte van Noron-la-Poterie bedraagt 3,0 km², de bevolkingsdichtheid is 99,0 inwoners per km².
De onderstaande kaart toont de ligging van Noron-la-Poterie met de belangrijkste infrastructuur en aangrenzende gemeenten.

## Demografie
Onderstaande figuur toont het verloop van het inwonertal (bron: INSEE-tellingen).
Vanwege een beveiligingsprobleem met de MediaWiki Graph-software is het momenteel niet mogelijk deze grafiek weer te geven. Zodra de software is bijgewerkt zal de grafiek vanzelf weer zichtbaar worden.
1. ↑  Populations de référence 2022.